# Юсупов, Айдос Бисенкулович
Айдос Бисенкулович Юсупов (род. 25 января 1983, Орск, Оренбургская область) — российский самбист, призёр чемпионатов России и Европы, победитель и призёр розыгрышей Кубка России, мастер спорта России международного класса. Выступал в весовой категории до 52 кг. Тренировался под руководством И. Рузавина и Александра Козлова. Работает тренером в Детско-юношеской спортивной школе «Рингс» Екатеринбурга.

## Спортивные результаты
- Первенство России по самбо 2003 года — ;
- Первенство мира по самбо 2003 года — ;
- Чемпионат России по самбо 2006 года — ;
- Чемпионат России по самбо 2008 года — ;
- Чемпионат России по самбо 2009 года — ;
- Кубок России по самбо 2006 года — ;
- Кубок России по самбо 2007 года — ;
- Кубок России по самбо 2010 года — ;
- Кубок России по самбо 2012 года — ;